# Gouvernement Ladgham
République tunisienne
Bourguiba II Nouira
Le gouvernement Ladgham est le troisième gouvernement tunisien formé après l'indépendance et le premier formé après la restauration du poste de Premier ministre à la suite de l'abolition du poste à l'occasion de la proclamation du régime républicain le 25 juillet 1957. Son chef, Bahi Ladgham, est nommé Premier ministre le 7 novembre 1969 et assure sa fonction jusqu'au 2 novembre 1970, date à laquelle Hédi Nouira est nommé pour lui succéder.

## Composition initiale
La composition initiale du gouvernement est annoncée le 7 novembre 1969 par Bahi Ladgham.

### Ministres
| Image | Portefeuille                                           |  | Nom                 | Parti |
| ----- | ------------------------------------------------------ |  | ------------------- | ----- |
|       | Premier ministre                                       |  | Bahi Ladgham        | PSD   |
|       | Ministre d'État auprès du président de la République   |  | Taïeb Slim          | PSD   |
|       | Ministre d'État auprès du Premier ministre             |  | Mahmoud Messadi     | PSD   |
|       | Ministre de la Défense nationale                       |  | Béji Caïd Essebsi   | PSD   |
|       | Ministre de la Justice                                 |  | Mohamed Snoussi     | PSD   |
|       | Ministre des Affaires étrangères                       |  | Habib Bourguiba Jr. | PSD   |
|       | Ministre de l'Intérieur                                |  | Hédi Khefacha       | PSD   |
|       | Ministre des Finances                                  |  | Abderrazak Rassaa   | PSD   |
|       | Ministre de l'Agriculture                              |  | Abdallah Farhat     | PSD   |
|       | Ministre des Affaires économiques                      |  | Hassen Belkhodja    | PSD   |
|       | Ministre de l'Éducation                                |  | Ahmed Noureddine    | PSD   |
|       | Ministre des Affaires culturelles                      |  | Chedli Klibi        | PSD   |
|       | Ministre de la Jeunesse et du Sport                    |  | Mohamed Mzali       | PSD   |
|       | Ministre de la Santé                                   |  | Driss Guiga         | PSD   |
|       | Ministre du Tourisme et de l'Aménagement du territoire |  | Mondher Ben Ammar   | PSD   |
|       | Ministre des Travaux publics                           |  | Tijani Chelli       | PSD   |
|       | Ministre des Postes, des Télégraphes et des Téléphones |  | Mansour Moalla      | PSD   |

### Secrétaires d'État
| Image | Portefeuille                                           | Ministère de rattachement  |  | Nom               | Parti |
| ----- | ------------------------------------------------------ | -------------------------- |  | ----------------- | ----- |
|       | Secrétaire d'État au Plan                              | Premier ministère          |  | Chedly Ayari      | PSD   |
|       | Secrétaire d'État à l'Information                      | Premier ministère          |  | Mohamed Sayah     | PSD   |
|       | Secrétaire d'État aux Affaires sociales et à l'Habitat | Premier ministère          |  | Sadok Ben Jemâa   | PSD   |
|       | Secrétaire d'État                                      | Ministère de l'Agriculture |  | Lassaad Ben Osman | PSD   |

## Remaniements

### Remaniement du 27 novembre 1969
Le 27 novembre 1969, le gouverneur de la Banque centrale, Hédi Nouira, est nommé au gouvernement en vertu d'un décret lui permettant de recevoir « rang et prérogatives de ministre d'État ».

### Remaniement du 27 décembre 1969
Le 27 décembre 1969, le ministère de l'Éducation ainsi que celui de la Jeunesse sont fusionnés en un ministère de l'Éducation, de la Jeunesse et des Sports attribué à Mohamed Mzali. Cette nomination intervient à la suite de la démission du ministre Ahmed Ben Salah.

### Remaniement du 12 juin 1970
| Portefeuille                                                               | Nom                 |
| -------------------------------------------------------------------------- | ------------------- |
| Ministre d'État, chargé de l'Économie nationale                            | Hédi Nouira         |
| Ministre de la Justice                                                     | Habib Bourguiba Jr. |
| Ministre des Affaires étrangères                                           | Mohamed Masmoudi    |
| Ministre de l'Intérieur                                                    | Ahmed Mestiri       |
| Ministre de la Défense nationale                                           | Hassib Ben Ammar    |
| Ministre des Finances                                                      | Abderrazak Rassaa   |
| Ministre de l'Agriculture                                                  | Abdallah Farhat     |
| Ministre de l'Éducation nationale, de la Jeunesse et des Sports            | Chedly Ayari        |
| Ministre des Affaires culturelles et de l'Information                      | Habib Boularès      |
| Ministre de la Santé                                                       | Driss Guiga         |
| Ministre du Tourisme et de l'Aménagement du territoire                     | Mondher Ben Ammar   |
| Ministre des Travaux publics et des Communications                         | Tijani Chelli       |
| Ministre délégué auprès du Premier ministre, chargé du Plan                | Mansour Moalla      |
| Secrétaire d'État auprès du Premier ministre, chargé des Affaires sociales | Sadok Ben Jemâa     |
| Secrétaire d'État auprès du ministre de l'Agriculture                      | Lassaad Ben Osman   |

### Remaniement du 17 juin 1970
Le 17 juin 1970, des secrétaires d'État sont remplacés dans le cadre du dernier remaniement du gouvernement : 
| Portefeuille | Nom                |
| --- | ------------------ |
| Secrétaire d'État auprès du ministre d'État, chargé de l'Économie nationale                                                         | Baccar Touzani     |
| Secrétaire d'État auprès du ministre de l'Agriculture, chargé de l'Enseignement, de la Recherche et de la Formation professionnelle | Tahar Belkhodja    |
| Secrétaire d'État auprès du ministre de l'Éducation nationale, de la Jeunesse et des Sports, chargé de la Jeunesse et des Sports    | Abdelaziz Beltaïef |
| Secrétaire d'État auprès du ministre des Travaux publics et des Communications, chargé des Postes, télégraphes et téléphones        | Habib Ben Cheikh   |